# Superlizenz
Superlizenz (englisch Super Licence) ist der offizielle Name der in der Formel 1 von der Fédération Internationale de l’Automobile (FIA) auf Anfrage an Rennfahrer vergebenen Rennlizenz, die seit der Formel-1-Weltmeisterschaft 1984 als Grundvoraussetzung zur Teilnahme an Rennen der Formel-1-Weltmeisterschaft festgelegt ist.

## Grundsätzliches
Die Superlizenz ist immer nur für das laufende Kalenderjahr gültig und muss mindestens 14 Tage vor der technischen Abnahme der Fahrzeuge bei einem Grand Prix beantragt werden. Im Falle eines aufgrund von höherer Gewalt notwendigen Fahrerwechsels während der laufenden Formel-1-Saison darf die Superlizenz auch noch bis mindestens 48 Stunden vor der technischen Abnahme beantragt werden.
Weitere Lizenzen der FIA werden in Stufen mit A, B, C und D bezeichnet. Voraussetzung für die Erteilung der Superlizenz ist, dass der Fahrer bereits die FIA-Lizenz der Stufe A besitzt und weitere im Appendix L des FIA-Regelwerks festgelegte Bedingungen erfüllt. Die Fahrer müssen zudem eine Gebühr für die Superlizenz bei der FIA bezahlen, sie gilt als teuerste Sportlerlizenz der Welt.
Bis zur Formel-1-Weltmeisterschaft 2000 war die Superlizenz an den Führerschein gebunden, bei einem Entzug der Fahrerlaubnis drohte somit auch der Entzug der Superlizenz.

## Vergabekriterien bis 2015
Zu den Bedingungen im Appendix L für eine Erteilung gehörte, dass der Fahrer in einer niedrigeren Rennkategorie wie beispielsweise in der Formel 3 oder der GP2-Serie gute Platzierungen erreicht hat. Es war z. B. ausreichend, wenn ein Fahrer in den letzten zwei Jahren unter den besten drei der GP2-Serie oder der Super Formula platziert war oder aktueller Meister der Formel-3-Euroserie, der nationalen Formel-3-Serien in Großbritannien, Japan, Spanien oder Italien oder der Formel Renault 3.5 war. Ebenfalls reichte es aus, wenn ein Fahrer in der IndyCar Series die Meisterschaft in den letzten beiden Jahren mit einer Platzierung unter den besten vier abgeschlossen hatte. Darüber hinaus erhielten die drei Erstplatzierten der zwischen 2009 und 2012 veranstalteten FIA-Formel-2-Meisterschaft eine solche Superlizenz.
Auch Piloten, die bereits eine Superlizenz besessen haben und in der vergangenen Saison mindestens fünf Grands Prix oder in den letzten drei Saisons mindestens 15 Grands Prix bestritten oder aber in der vergangenen Saison Testfahrer eines Teams der Formel-1-Weltmeisterschaft waren, erhielten eine Superlizenz.
Zusätzlich zu den hier aufgeführten Kriterien konnte die Lizenz auch durch das Zurücklegen von mindestens 300 km in einem aktuellen Formel-1-Fahrzeug unter Renngeschwindigkeit, über einen Zeitraum von maximal zwei Tagen erlangt werden. In diesem Fall wurde die Superlizenz für eine Probezeit von 12 Monaten provisorisch ausgestellt und konnte jederzeit überprüft und gegebenenfalls entzogen werden. Dies war in der Vergangenheit die meistgenutzte Möglichkeit zur Erlangung einer Superlizenz.

## Vergabekriterien seit 2016
Max Verstappen legte im September 2014 im Alter von 16 Jahren bei Testfahrten mit dem Toro-Rosso-Team mehr als die erforderlichen 300 km zurück und erhielt damit eine Superlizenz. Obwohl er amtierender Kart-Weltmeister war, beschränkte sich seine gesamte Erfahrung im Formelsport auf weniger als eine Saison in der europäischen Formel-3-Meisterschaft. Dies sorgte für öffentliche Kritik von aktuellen und ehemaligen Piloten sowie von Teamverantwortlichen und Funktionären an den Vergabekriterien.
Die FIA kündigte nach einer Sitzung des Motorsport-Weltrats im September 2014 an, die Kriterien zur Vergabe einer Superlizenz zu überarbeiten.
Im Dezember 2014 wurden die neuen Kriterien vom FIA-Weltrat beschlossen. Ab der Formel-1-Weltmeisterschaft 2016 musste nun jeder Fahrer, der eine Superlizenz beantragt, das 18. Lebensjahr vollendet haben und zum Zeitpunkt der Beantragung im Besitz eines gültigen Führerscheins sein. Außerdem muss der Fahrer in seiner Karriere in zwei Saisons mindestens 80 Prozent der Rennen in einer der folgenden Rennserien bestritten haben:
- Formel 2
- GP3-Serie
- Europäische Formel-3-Meisterschaft oder nationale Formel-3-Meisterschaft
- Formel Renault 3.5
- Formel Renault 2.0 oder 1.6
- FIA-zertifizierte, nationale Formel-4-Meisterschaft
- Super Formula
- IndyCar Series
- Indy Lights
- FIA-Langstrecken-Weltmeisterschaft (Klasse LMP1)
- zukünftige Formel-2-Meisterschaft

Darüber hinaus muss der Fahrer entweder in der vergangenen Saison mindestens fünf Grands Prix oder in den vergangenen drei Saisons mindestens fünfzehn Grands Prix bestritten haben (diese Regelungen blieben unverändert), oder in den vergangenen drei Jahren 40 Punkte nach einem neuen Punktesystem erlangt haben.
In den Medien wurden Spekulationen laut, dass Stefano Domenicali, Vorsitzender der FIA-Monoposto-Kommission, auf diese Weise FIA-eigene Rennserien bevorzugen und ein seitens der FIA gewünschtes Ausdünnen der Monoposto-Serien beschleunigen wolle. Renault kündigte im Januar 2015 an, gegen die Einteilung der Formel-Renault-Serien vorgehen zu wollen und bemängelte zusätzlich, dass die seitens der FIA angekündigten Gespräche mit den Veranstaltern der Nachwuchsklassen überhaupt nicht stattgefunden hätten. Auch Kritik an der Nichtberücksichtigung von Tourenwagenserien wie der Tourenwagen-Weltmeisterschaft und der DTM sowie der Rallye-Weltmeisterschaft wurden laut. Die in der DTM involvierten Hersteller Audi, BMW und Mercedes-Benz verfassten eine Anfrage an die FIA, die Punktevergabe noch einmal zu überdenken.
Im Juli 2015 gab die FIA bekannt, dass das Punktesystem überarbeitet wurde und die Tourenwagen-Weltmeisterschaft, die DTM und die Indy Lights nun berücksichtigt wurden. Darüber hinaus wurden die Punkte der Formel Renault 3.5, der Super Formula und der FIA-zertifizierten Formel-4-Meisterschaften erhöht. Die maximal vergebene Punkteanzahl wurde auf 40 gesenkt. Obwohl in der FIA-Formel-E-Meisterschaft selbst keine Punkte vergeben wurden, erhielt der Gewinner des Fahrertitels automatisch die Qualifikation für eine Superlizenz.
Im Dezember 2017 gab die FIA bekannt, auch die Superlizenz-Vergaberegeln für Testfahrer, die im ersten freien Training eines Grand Prix das Fahrzeug fahren dürfen, umzustellen. Für diese hatte zuvor noch die bis 2016 geltende Regelung gegolten.
Ab 2018 muss ein Testfahrer nun mindestens sechs Rennen in der FIA-Formel-2-Meisterschaft bestritten haben oder in den vergangenen drei Jahren mindestens 25 Punkte nach dem aktuellen Punktesystem erzielt haben. Fahrer, die bereits einmal im Besitz einer Superlizenz waren, müssen gar eine ganze Saison in der FIA-Formel-2-Meisterschaft oder 25 Punkte in den vergangenen drei Jahren erzielt haben.
2024 gab es eine erneute Überarbeitung der Vergabekriterien: In Ausnahmefällen können Fahrer nun im Alter von 17 Jahren bereits eine Superlizenz beantragen. Dazu wurde der Passus gestrichen, dass bei der Erstbeantragung ein Fahrer im Besitz eines gültigen Führerscheins sein müsse.